# Remember the Day
Remember the Day (bra: Lembra-te Daquele Dia) é um filme estadunidense de 1941, do gênero drama romântico, dirigido por Henry King, e estrelado por Claudette Colbert e John Payne. O roteiro de Tess Slesinger, Frank Davis e Allan Scott foi baseado na peça teatral homônima de 1935, de Philo Higley e Philip Dunning.
A trama retrata a história de uma professora que relembra a época em que um candidato à presidência foi seu aluno.

## Sinopse
Nora Trinell (Claudette Colbert), uma professora de meia-idade, chega a um hotel em Washington, D.C. no verão de 1940 para ver Dewey Roberts (John Shepperd), um candidato à presidência. Enquanto ela espera, seus pensamentos a levam de volta para 1916, na época em que ela lecionava em Auburn, Indiana, onde Roberts fazia parte de sua turma da oitava série e era a estrela do time de beisebol da escola. O momento nostálgico de Nora traz sua relação com Dan Hopkins (John Payne), o homem com quem ela se casou e perdeu, voltar à tona.

## Elenco
- Claudette Colbert como Nora Trinell
- John Payne como Dan Hopkins
- John Shepperd como Dewey Roberts (adulto)
  - Douglas Croft como Dewey (jovem)
- Ann Todd como Kate Hill
- Jane Seymour como Sra. Roberts
- Anne Revere como Srta. Nadine Price
- Frieda Inescort como Sra. Dewey Roberts
- Harry Hayden como Sr. Roberts
- Francis Pierlot como Sr. Steele
- Marie Blake como Srta. Cartwright
- William Henderson como Peter
- Chick Chandler como Sr. Mason
- Selmar Jackson como Graham
- William Halligan como Tom Hanlon
- George Ernest como Bill Tower
- Harry Tyler como Sr. Avery
- Jody Gilbert como Sra. Martha Avery
- Irving Bacon como Cecil
- Paul Harvey como Senador Phillips
- Thurston Hall como Governador Teller
- Billy Dawson como Steve Hill
- Geraldine Hall como Beaulah

## Produção
O personagem Dewey Roberts foi vagamente baseado em Wendell Willkie, que concorreu à presidência pelo Partido Republicano em 1940. O produtor executivo Darryl F. Zanuck discutiu a construção de Dewey com Willkie, que aprovou a representação das semelhanças entre ele e o personagem.